# Kościół św. Jana i Pawła Męczenników w Zabrzu
Kościół świętych Jana i Pawła Męczenników – rzymskokatolicki kościół parafialny należący do dekanatu Kochłowice archidiecezji katowickiej. Znajduje się w zabrzańskiej dzielnicy Makoszowy.
Obecna świątynia jest przebudowanym budynkiem starej szkoły. W dniu 28 września 1919 roku kościół został poświęcony przez proboszcza z Przyszowic i otrzymał wezwanie świętych Jana i Pawła Męczenników. Jednocześnie w tym miejscu została utworzona kuracja, na której czele stanął ksiądz Henryk Rduch. W 1925 roku została erygowana parafia, która od 1931 roku należy do dekanatu Kochłowice. Z powodu szkód górniczych świątynia była kilkakrotnie remontowana. Pierwszy remont został wykonany w 1951 roku. Zostało wtedy wykonane kotwienie murów świątyni. W latach 1965–1972 świątynia była remontowana dwa razy. W latach 1982–1983, podczas urzędowania proboszcza księdza Joachima Smołki, został przeprowadzony kapitalny remont kościoła. Mury fundamentowe zostały zabezpieczone ściągami żelbetonowymi, fundamenty prezbiterium również zostały wzmocnione żelbetonem. Popękane mury świątyni do połowy zostały rozebrane, i następnie zbudowane ponownie. Został wykonany nowy dach i wieża świątyni. Po zakończeniu prac remontowych, w dniu 11 grudnia 1983 roku biskup Herbert Bednorz ponownie poświęcił świątynię. W 2014 roku dokonano przebudowy zwieńczenia kościelnej wieży.